# Ingemar Lööf

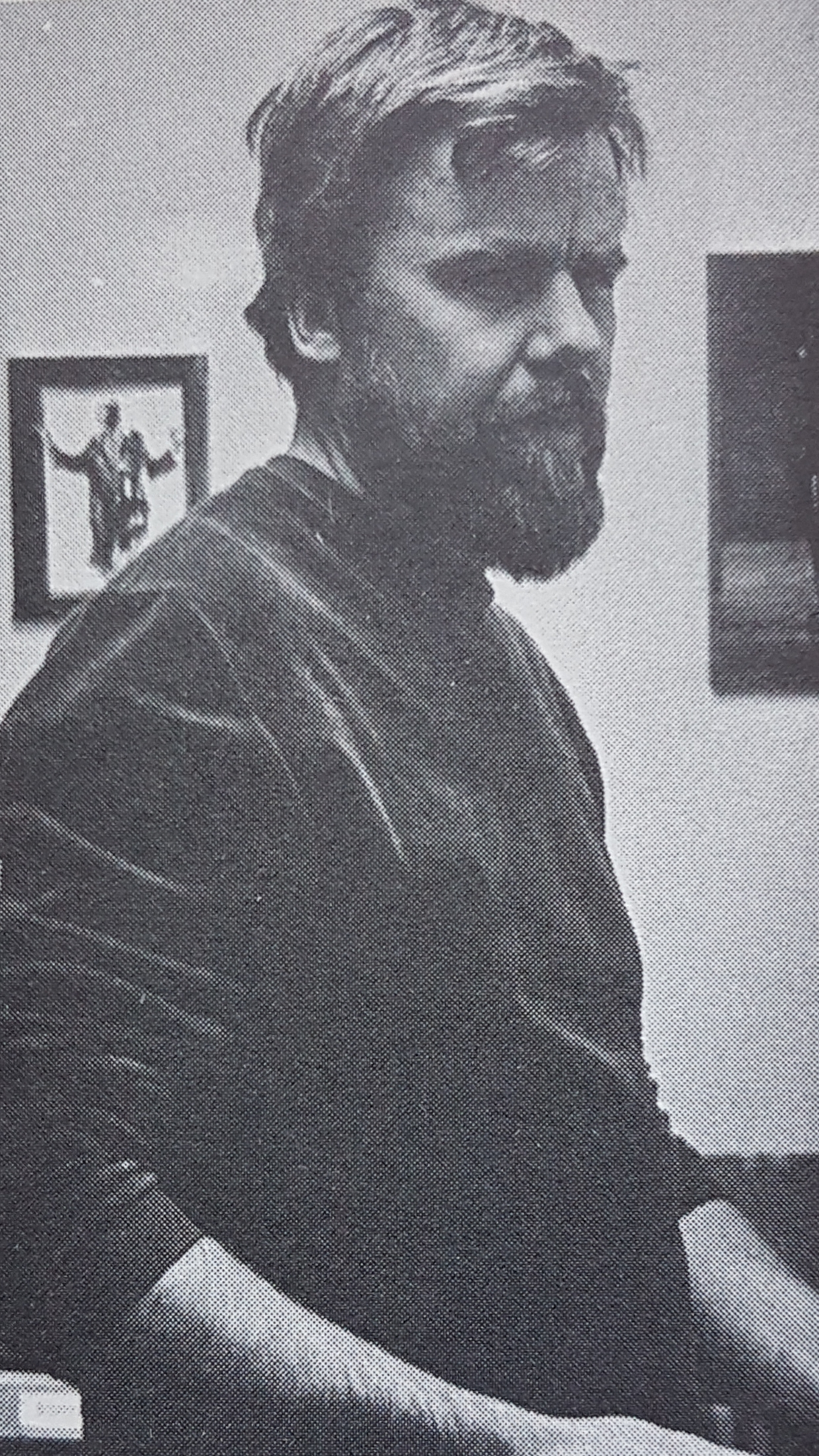
Ingemar Lööf

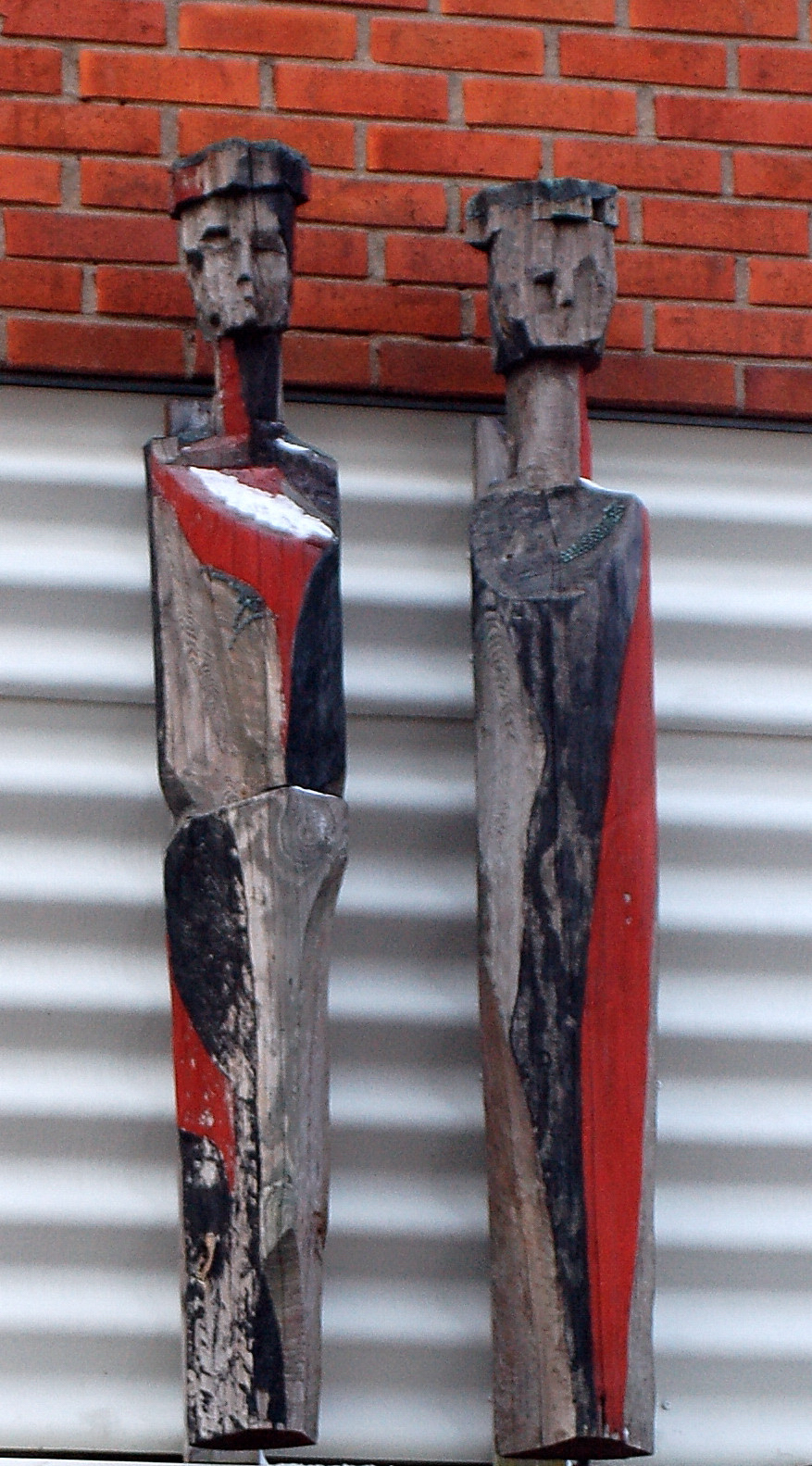
Fasadutsmyckning på Hemvägen i Karlstad av Ingemar Lööf.

Ingemar Folke Lööf, född 7 mars 1929 i Södra Dye i Kristinehamn, död 11 maj 2007 i Kristinehamn, var en svensk målare, tecknare, grafiker och skulptör. 
Han var gift med konstnären Gertrud Bensow-Lööf och far till tre döttrar; Maria Lööf-Gärdsell, keramikern Karin Lööf och Anna Lööf Falkman. Efter tidiga år som snickarläring och kyrkorestauratör började Lööf sin konstnärliga bana på målarkurs för konstnären Sven Rapp och vidare till Otte Skölds målarskola i Stockholm. Därefter följde fem år vid Kungliga Konsthögskolan där han hade lärare som Sven X:et Erikson, Bror Hjort och Ragnar Sandberg. Det var också här han mötte sin livspartner grafikern Gertrud Bensow. Under studieperioden vid Konsthögskolan företog han en studieresa till Frankrike 1949 och Italien 1951 samt deltar i utställning på Hallands museum. Han får Jenny Linds resestipendium två år i rad – 1952 och 1953. 1968 tilldelades han Frödingstipendiet av Landstinget i Värmland (numera Region Värmland).
Han har medverkat i utställningar arrangerade av Värmlands konstförening, samt i Unga tecknare på Nationalmuseum 1953, 1954 och 1958. Han fick 1953 uppdraget att smycka Kristinehamns krematoriekapell med stora al-seccomålningar – Den ljusa staden – på altarväggen och de båda långväggarna. Under årtionden gestaltade han konstnärliga utsmyckningar i allt från krematorier och kyrkor till skolor, sjukhus och bostadsområden med tekniker som stucco lustro, äggoljetempera, trä, akryl och relief i betong. Bland hans offentliga utsmyckningar bör nämnas altartavlan i Brunskogs kyrka, dekorationer för Kolbäcks kyrka, Övertorneå folkhögskola, badhuset i Kristinehamn samt personalmatsalen på Centralsjukhuset i Karlstad.
Hans konst präglades av studieresor med influenser från Spanien, Italien och Mexiko. Samtidigt fortsatte han att ställa ut måleri och grafik i såväl separatutställningar som betydande samlingsutställningar bland annat på Värmlands museum, Konstnärshuset i Stockholm och Kulturen i Lund. 
Han är representerad på Gustav VI Adolfs samlingar, Moderna museet, Värmlands museum och Region Värmland samt vid flera kommuner och landsting (regioner).
Ett nära samarbete med författaren Lennart Engström resulterade i både teve- (Ljusets musik 1983 samt Målarens ögon 1984) och bokproduktioner.
År 2018 visades en stor minnesutställning på Kristinehamns konstmuseum där också boken om Ingemar Lööf – I det ljusa dunklet – publicerades.